# Muande
Muande (fém.), ou Muandes, avec une majuscule à l'initiale, est aujourd'hui un toponyme qui se rencontre dans les départements des Hautes-Alpes et de l'Isère. Le terme vient du latin mutanda, gérondif du verbe mutare, « changer de place » pour un troupeau. Avant de devenir nom propre et d'être cantonné à la toponymie du fait de la disparition de la transhumance alpine dans le Dauphiné méridional au XXe siècle, « muande » était un nom commun désignant les bâtiments et prairies d'une installation d'alpage intermédiaire, placée entre la ferme de la vallée et les alpages supérieurs.

## Étymologie
Le français « muande » et son équivalent francoprovençal muando viennent du latin mutanda, gérondif du verbe mutare, « changer de place ». En ancien français, muer veut dire « changer ». En francoprovençal, le verbe mua ou muda signifie « changer de place ».

## Toponymie

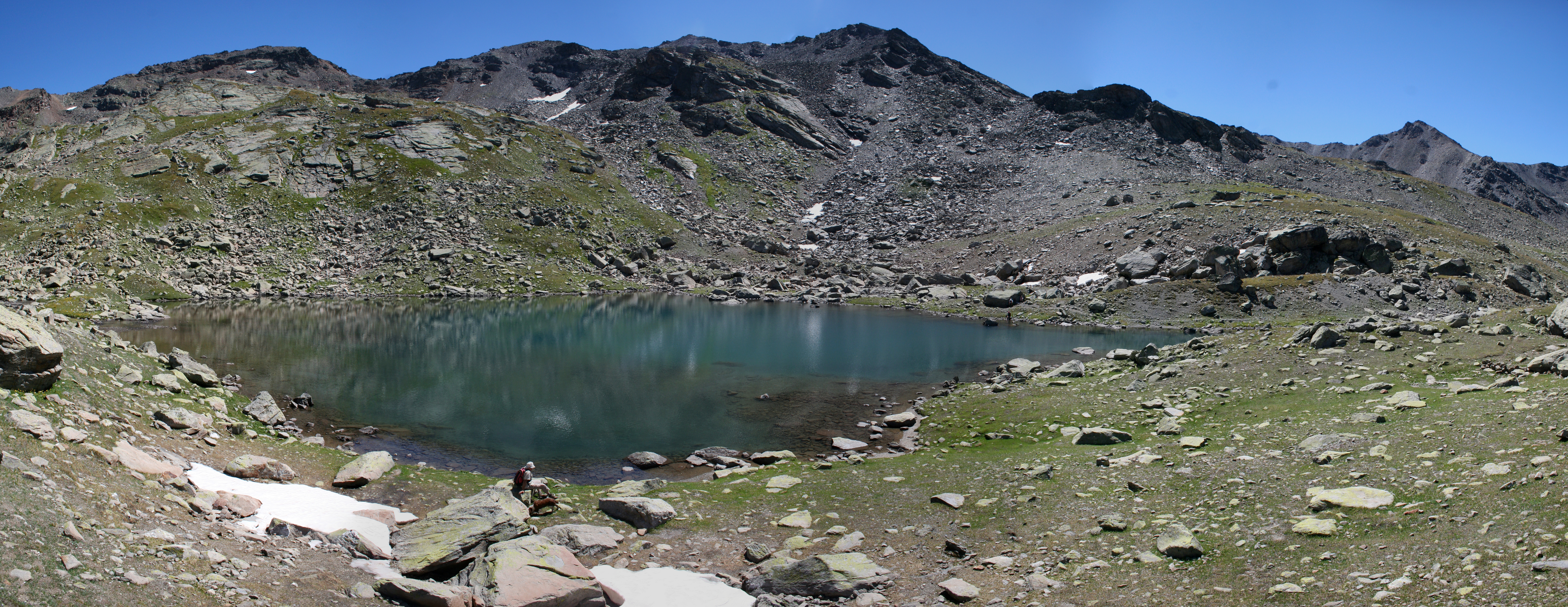
Vue panoramique du lac des Muandes dans la vallée de la Clarée (Hautes-Alpes).

Le terme « muande » ne se rencontre plus aujourd'hui que dans la toponymie des départements des Hautes-Alpes et de l'Isère.
Le géographe Roger Brunet indique, en 2016, que « muande », pris dans le sens d'habitat considéré comme mobile, ou du moins abritant des bergers itinérants, « fournit une trentaine de lieux-dits, presque tous dans les Hautes-Alpes ». Pour ce département, on rencontre les Muandes (Embrun), le col des Muandes (Névache), la crête des Muandes, le lac des Muandes, le torrent des Muandes, la cabane des Muandes, le jas de la Muande (Villar-Loubière), la cabane de la Muande, la brèche de la Muande (La Chapelle-en-Valgaudemar), la pointe de la Muande, la cascade de la Muande (vallée de Valgaudemar), la Muandasse (= la grosse muande), le Muandon (= la petite muande) (La Chapelle-en-Valgaudemar), etc. Le département de l'Isère en compte quelques-uns : le vallon de la Muande, le torrent de la Muande (Saint-Christophe-en-Oisans), le ruisseau de la Muande et la vallée de la Muande (Saint-Christophe-en-Oisans). Toutefois, dans le cas d'un cours d'eau, l'hydroyme « muande » peut renvoyer à une rivière qui change souvent de lit.
Le toponymiste Ernest Nègre, dans sa Toponymie générale de la France, parue en 1998, donne comme origine des lieux-dits col de la Muande et montagne de la Muande, sur l'ancienne commune de Guillaume-Peyrouse dans les Hautes-Alpes, les termes occitans mutando et muando signifiant « chalet où l'on ne fait que passer en se rendant aux Alpes supérieures ».

## Polysémie

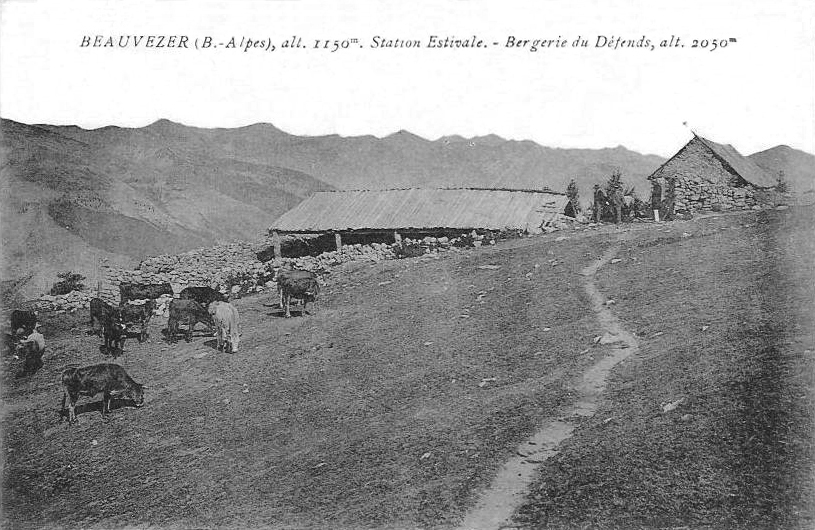
Bergerie du Défends (altitude 2050 m) à Beauvezer (Alpes-de-Haute-Provence, anciennement Basses-Alpes) aux alentours de 1900.

« Muande », en tant que nom commun, a eu des acceptions en rapport principalement avec l'étape intermédiaire des trois étapes de la transhumance alpine pratiquée autrefois dans certaines parties du Dauphiné, de la Savoie et du Piémont italien (Alpes occidentales) : 
- la ferme principale dans la vallée avec ses jardins, champs et prairies artificielles, occupée de l'automne au printemps ;
- la fermette de moyenne montagne ou montagnette, vers 1500 m d'altitude, avec ses prés de fauche, occupée en juin à l'aller puis à la mi-septembre / mi-octobre au retour) ;
- les alpages supérieurs avec leurs chalets[7], à une altitude de 1600 à 2000 m, de juin à la mi-septembre / mi-octobre, date de la transhumance hivernale et du retour à la ferme principale[8],[9].

### « Parcelle contenant maison, grange, stalle, pré et champs »
Décrivant l'habitat montagnard de la vallée de Ceillac (Hautes-Alpes) à la fin du XVe et au début du XVIe siècle, l'historien Fabrice Mouthon définit la muande comme une « parcelle entière contenant maison, grange, stalle, pré et champs » dans un hameau situé au pied des pâtures d'altitude. La possession d'une muande permettait à son propriétaire forain (non résident) d'accéder à l'alpage proche à l'instar des résidents du hameau, chaque muande confinant par au moins un de ses côtés à une draille menant à l'alpage.

### « Remue »
Dans son ouvrage sur les alpages dans le pays de Beaufort en Savoie du Moyen Âge au XVIIIe siècle (1993), l'ethnologue Hélène Viallet donne « muande » comme « synonyme de « remue » », terme qu'elle définit comme « Déplacement du troupeau et du personnel de l'alpage, de chalet en chalet vers un nouveau pâturage », le « chalet » étant un « Bâtiment d'alpage, servant d'abri et de lieu de fabrication du fromage ». Elle ajoute que « Chaque montagne peut comprendre jusqu'à une douzaine de remues, avec autant de bâtiments. ».

### « Pâturage d'altitude »
Dans le volume 25 de la revue Observations sur la physique, sur l'histoire naturelle et sur les arts (1784), le médecin Prunelle de Lierre rapporte que « Ce mot muandes est employé dans plusieurs endroits des montagnes de Chaillot-le-Vieil, du petit Chaillot & du Valgodemar ; [que] par-tout il paraît désigner des pâturages élevés. » Et l'auteur de préciser que « Ces pâturages servent à des troupeaux, que l'on fait passer de l'un à l'autre, à mesure qu'ils ont dévoré les herbes du premier. ».

### « Petite maison de campagne »
Dans Lettres sur les vallées de Lanzo, opuscule en français publié à Turin en 1823, Louis Francesetti, comte de Mezzenile, décrit la vie pastorale dans les vallées francoprovençales du Piémont, notamment dans les « prairies » de Mezzenile, commune dépendant de la ville de Turin. Dans ces prairies où l'on fait paître les vaches en automne, après qu'elles sont descendues des hautes montagnes où elles passent l'été, des habitants possèdent « quelques pâturages avec une petite maison et une étable », ce qu'on appelle muanda (muande en français). « Ces muandes sont leurs maisons de campagne », écrit Louis Francesetti, « et sont situées un peu plus bas que les chalets, qu'on appelle alpes » et qui sont « le simple assemblage d'une chambe à feu sans cheminée, d'une cave pour le lait, d'une autre pour les fromages, et d'une grande étable capable de contenir depuis cinquante jusqu'à cent vaches ».

### « Chalet »
Jean-Armand Chabrand et Albert de Rochas d'Aiglun, dans leur Patois des Alpes Cottiennes (briançonnais et vallées vaudoises) (1877), donnent « muande » comme équivalent de « chalet » (« Muande, s. f. Chalet. Maison de pasteur avec un bercail [bergerie] ») et définissent « chalet » comme « Habitation d'été à l'usage des gardiens des troupeaux. Maison où l'on fait le fromage ». Et d'ajouter : « Pendant l'alpage, c'est-à-dire pendant la saison où les troupeaux se nourrissent au dehors, ceux-ci montent de chalet en chalet, épuisant les pâturages au fur et à mesure qu'ils arrivent à maturité ; les troupeaux redescendent ensuite, habitant successivement les mêmes chalets en ordre inversé. ».
À la même époque, en 1879, E. Guigues, membre de la sous-section d'Embrun du Club alpin français, écrit qu'au Mont-Guillaume, « Il y a de nombreuses clairières pleines de muandes (chalets) où s'agite tout un monde pittoresque de bœufs, de vaches, de chevaux, de bergers, de chevriers qui se jouent au soleil ou sous l'ombre si lumineuse des arbres. ».

### « Habitat d'été »
Pour le géographe Philippe Arbos, auteur de l'ouvrage La vie pastorale dans les Alpes françaises (1923), les « muandes » sont des « habitats d'été dans le Dauphiné méridional ».

### « Alpage ou chalet ou étable»
Le géographe André Allix, dans son ouvrage Un pays de haute montagne: l'Oisans. Étude géographique (1929), observe que « Mutandam, la muande, s'appliquait indifférement, semble-t-il, à des alpages ou à des chalets ou étables. » « Ce terme », ajoute-t-il, « a perdu son sens usuel et n'est plus considéré que comme nom propre. ».

### Dernier avatar
Dans la 3e édition, revue et complétée, du glossaire Les noms de lieux en France de l'ingénieur en chef géographe André Pégorier (2006), le terme « muande » est donné comme synonyme de « cabane de berger » dans les Hautes-Alpes. Cependant, quelques mots plus loin, on trouve l'équivalent francoprovençal mudando et sa variante mutando et l'équivalent français muande définis comme « chalet où l'on ne fait que passer en se rendant aux alpes supérieures ». L'assimilation de la « muande » à la cabane de berger se retrouve, toujours en 2006, dans Vocabulaires et toponymie des pays de montagne, ouvrage de Robert Luft, membre du Club alpin français de Nice–Mercantour. On cherchera en vain cette acception inusitée dans le Patois des Alpes Cottiennes de Jean-Armand Chabrand et Albert de Rochas d'Aiglun (1877) ou dans Les noms du patrimoine alpin de Hubert Bessat et Claudette Germi (2004). Ce contresens provient vraisemblablement du toponyme « La cabane de la Muande ».